# Ел Нуеве (Санта Марија Уатулко)
Ел Нуеве (шп. El Nueve) насеље је у Мексику у савезној држави Оахака у општини Санта Марија Уатулко. Насеље се налази на надморској висини од 1228 м.

## Становништво
Према подацима из 2010. године у насељу је живело 10 становника.

### Хронологија
| Година       | 2000         | 2005 | 2010 |
| ------------ | ------------ | ---- | ---- |
| Становништво | 28 (17 / 11) | 2    | 10   |

### Попис
| # | Индикатор                     | Вредност |
| - | ----------------------------- | -------- |
| 1 | Укупно домаћинстава           | 7        |
| 2 | Укупно насељених домаћинстава | 2        |
| 3 | Величина локације             | 1        |